# Maruša Ferk
Maruša Ferk, född den 27 september 1988 i Blejska Dobrava i Jesenice, Slovenien i före detta Socialistiska federativa republiken Jugoslavien, är en slovensk alpin skidåkare.
Hon deltog i OS 2010 i fyra grenar – störtlopp, slalom, super-G och kombination.